# Julien Ictoi
Julien Ictoi (ur. 22 marca 1978 w Poissy) – francuski piłkarz pochodzenia gwadelupskiego występujący na pozycji pomocnika.

## Kariera klubowa
Julien Ictoi rozpoczął karierę w 2001 roku w występującym w piątej lidze klubie FC Mantes. Z Mantes awansował do czwartej ligi w 2002. W latach 2003–2007 wystąpił w Mantes w 104 spotkaniach, w których strzelił 21 bramek. W latach 2006–2007 był zawodnikiem czwartoligowego US Quevilly. W sezonie 2007-2008 występował w czwartoligowym klubie Pacy Vallée-d'Eure. W 2008 powrócił do FC Mantes. Z Mantes awansował do czwartej ligi w 2009. W 2010 wyjechał na Gwadelupę, gdzie został zawodnikiem CS Moulien. Z Moulien zdobył mistrzostwo Gwadelupy w 2011.
| Sezon   | Klub               | Kraj      | Rozgrywki                       | Mecze | Bramki |
| ------- | ------------------ | --------- | ------------------------------- | ----- | ------ |
| 2001/02 | FC Mantes          | Francja   | Championnat de France amateur 2 | ?     | ?      |
| 2002/03 | FC Mantes          | Francja   | Championnat de France amateur   | 26    | 6      |
| 2003/04 | FC Mantes          | Francja   | Championnat de France amateur   | 32    | 5      |
| 2004/05 | FC Mantes          | Francja   | Championnat de France amateur   | 15    | 3      |
| 2005/06 | FC Mantes          | Francja   | Championnat de France amateur   | 30    | 5      |
| 2006/07 | US Quevilly        | Francja   | Championnat de France amateur   | 33    | 4      |
| 2007/08 | Pacy Vallée-d'Eure | Francja   | Championnat de France amateur   | 13    | 0      |
| 2008/09 | FC Mantes          | Francja   | Championnat de France amateur 2 | ?     | ?      |
| 2009/10 | FC Mantes          | Francja   | Championnat de France amateur   | 22    | 0      |
| 2010/11 | CS Moulien         | Gwadelupa | Guadeloupe Division d'Honneur   | ?     | ?      |

## Kariera reprezentacyjna
W reprezentacji Gwadelupy Ictoi zadebiutował w 2010. W 2011 uczestniczył w Złotym Pucharze CONCACAF. Na turnieju wystąpił w dwóch meczach z Kanadą i USA.